# Casa Senyorial de Skaistkalne
La Casa Senyorial de Skaistkalne —també anomenada Casa Senyorial de Šēnberga— és una mansió a la històrica regió de Semigàlia, al municipi de Vecumnieki de Letònia, a prop del riu Nemunėlis, amb la frontera de Lituània.

## Història
L'edifici va ser construït entre 1893 i 1894, segons el projecte de l'arquitecte Pablo Max Bertschy. Es va convertir en una escola primària, a la dècada de 1920, i allotja l'escola secundària Skaistkalne.